# Magiarización
La magiarización fue el proceso de asimilación de las minorías culturales en el antiguo Reino de Hungría y las políticas que para este fin se llevaron a cabo, fundamentalmente en la segunda mitad del siglo XIX y en la primera mitad del siglo XX.
El proceso pudo desarrollarse por el monopolio político de que gozaba la oligarquía magiar en el reino: controlaba el Parlamento, las asambleas locales, la administración y el funcionariado, la mayoría de las profesiones liberales, las jerarquías religiosas católica y protestantes y el sistema educativo que, desde 1870, fomentó la desaparición de las escuelas de las minorías.
Las ciudades fueron un gran motor de la asimilación (en 1910 alrededor del 80 % de la población urbana era magiar), así como parte de la población judía, llegada del este sobre todo en la segunda mitad del XIX y ampliamente magiarizada. La población judía se concentraba en la capital y en las zonas fronterizas del reino, donde abundaban las minorías y eran, en general, diseminadores de la lengua y cultura magiar entre estas.
El uso de las minorías por parte de la corte de Viena durante la revolución húngara de 1848 contra el Gobierno revolucionario magiar animó también a los Gobiernos húngaros a impulsar la asimilación de las minorías.

## Uso del término
El término magiarización suele referirse a las políticas asimilacionistas llevadas a cabo   en la Transleitania austrohúngara a lo largo del siglo XIX y a principios del siglo XX, especialmente después del Compromiso de 1867 y del inicio del mandato del primer ministro Menyhért Lónyay en 1871 
En lo tocante a nombres personales y topónimos, la magiarización se refiere a la sustitución de un nombre no húngaro por uno húngaro.  
La magiarización fue percibida por los demás grupos étnicos como rumanos, eslovacos, rutenos, croatas y serbios   como actos de agresión cultural o de discriminación, especialmente en aquellas regiones en donde las minorías nacionales componían  la mayoría de la población local.